# Saro Lerwick
Saro S.36 Lerwick – brytyjska łódź latająca z okresu II wojny światowej.

## Historia konstrukcji
Zaprojektowana w wytwórni lotniczej Saunders-Roe w odpowiedzi na wymagania brytyjskiego Ministra Lotnictwa nr R.1/36 z marca 1936 roku na dwusilnikową patrolowo-bombową łódź latającą, mającą zastąpić w służbie dwupłatowe łodzie latające Saro London i Supermarine Stranraer. Zakładano, że nowo projektowany samolot będzie stanowił uzupełnienie w linii dla czterosilnikowego Short Sunderlanda.
Pierwszy lot prototypu odbył się 31 października 1938 roku. Trzy pierwsze egzemplarze zostały użyte w charakterze samolotów doświadczalnych. Już pierwsze loty ujawniły poważne wady projektu: słabą zwrotność oraz niestabilność kierunkową w locie i na wodzie. Pilotaż samolotu na długich dystansach okazał się być bardzo męczący. Saro Lerwick był także niezdolny do dłuższego lotu na jednym silniku i miał niedopracowaną instalację hydrauliczną, co powodowało np. niekontrolowane otwieranie się drzwi komór bombowych.
Wprowadzone po lotach doświadczalnych zmiany konstrukcyjne, m.in. powiększenie steru kierunku i zmiana kąta natarcia płata, poprawiły nieco stabilność kierunkową, ale nie wyeliminowały pozostałych wad samolotu. W związku z tym, po krótkotrwałym użytkowaniu czterech egzemplarzy seryjnych przez 240 dywizjon RAF, 24 października 1939 roku zapadła decyzja o anulowaniu programu rozwoju Saro Lerwick i przestawieniu linii produkcyjnych zakładów Saunders-Roe na produkcję łodzi latających Short Sunderland. Jednak w związku z wybuchem wojny i koniecznością zapewnienia jak najszybszych dostaw samolotów na potrzeby Coastal Command, od 1 listopada 1939 roku kontynuowano produkcję.

## Działalność operacyjna
W 1940 roku 209 dywizjon RAF, stacjonujący w Oban w Szkocji, wymienił przestarzałe łodzie latające Short Singapore na Saro Lerwick. Jeszcze w tym samym roku cztery samoloty zostały utracone w wypadkach, zaś jeden zaginął w trakcie patrolu w lutym 1941 roku. Jednocześnie 209 dywizjon odnotował jedynie dwa, oba nieudane, ataki na wykryte U-Booty. Ostatni, ze zbudowanych ogółem 21 egzemplarzy Saro Lerwick, został dostarczony w maju 1941 roku, ale w tym samym czasie do dywizjonu zaczęły przybywać łodzie latające Consolidated PBY Catalina. Zastąpiły one zupełnie w linii Lerwicki już w maju 1941 roku.
Wycofane ze służby Saro Lerwick zostały przekazane do jednostek treningowych, powracając na krótki czas do pierwszej linii w składzie 422 dywizjonu Royal Canadian Air Force. Były używane od lata do zimy 1942 roku, kontynuując serię nieszczęśliwych wypadków. Następnie zostały uznane za nienadające się do wykorzystania operacyjnego i całkowicie wycofane z użycia.

## Konstrukcja
Dwusilnikowy górnopłat konstrukcji metalowej napędzany silnikami gwiazdowymi Bristol Hercules II. Łódź latająca z dwoma pływakami pomocniczymi na wysięgnikach pod skrzydłami. Uzbrojenie obronne składało się z siedmiu karabinów maszynowych kal. 7,7 mm: jeden w dziobowej, dwa w grzbietowej i cztery w ogonowej wieżyczkach strzeleckich. Uzbrojenie ofensywne: bomby lub bomby głębinowe o łącznej masie do 907 kg umieszczone były w komorach bombowych znajdujących się w tylnych częściach gondoli silnikowych.